# The Pleasure Principle (single)
The Pleasure Principle is de zesde single van de Amerikaanse r&b/pop-zangeres Janet Jackson, afkomstig van haar derde studioalbum Control.

## Informatie
De single, geschreven en geproduceerd door Monte Moir, is een loflied op de onafhankelijke vrouw die haar liefde verloren heeft.
Jackson sloeg dit nummer tijdens haar tournees janet. World Tour en All for You World Tour over.

## Hitlijsten
In het midden van 1987 werd de single uitgebracht en in de zomer van dat jaar bereikte het haar hoogste positie in de Amerikaanse Billboard Hot 100, nummer 14. Het werd de enige single die niet de top 5 bereikte van het album Control. Het slaagde er wel in om de vijfde nummer 1-hit te worden in de r&b-hitlijst en het werd ook een nummer 1-dancehit. Over de rest van de wereld bereikte het wel de top 40, maar was in mindere mate populair dan de voorgaande singles. De videoclip werd echter een klassieker onder Janets muziekvideo's. In Nederland werd nummer 15 bereikt en daarmee werden alle singles getrokken van Control top 20-hits.

## Muziekvideo
De geremixte versie werd gebruikt voor de door Dominic Sena geregisseerde videoclip. Deze won tijdens de MTV Video Music Awards in 1987 Best Choreography en versloeg de grote kanshebbers: haar broer Michael Jackson en Prince. Best Female Video werd toegekend aan haar 'rivaal' Madonna.
In de video komt Jackson een zolderruimte binnen om haar danspassen te oefenen. Terwijl ze danst zingt ze over 'The Pleasure Principle'. De choreografie bevatte ook een stoel, waar ze op de leuning vertraagd landt op de grond en de microfoonstandaard wordt heen en weer gehaald met haar benen. Ze maakt ook het kruisteken, iets wat ze samen met haar broer opnieuw doet in de videoclip voor hun (enige) duet Scream en tijdens haar eerbetoon tijdens de opening van de MTV Video Music Awards in 2009.
Tijdens de allereerste MTV ICON waar Jackson een eerbetoon krijgt omdat ze drie generaties lang veel voor de muziekvideokunst heeft betekend, deed zangeres Mýa de spiegelscène.

## Track listings and formats
VS-7"-single
- Side A:

1. "The Pleasure Principle" – 4:58

- Side B:

1. "Fast Girls" – 3:20

Amerikaanse en Europese 12"-maxi-single
Australische limited edition 12"-maxi-single
- Side A:

1. "The Pleasure Principle" (Long Vocal) – 7:23
2. "The Pleasure Principle" (A Cappella) – 4:23

- Side B:

1. "The Pleasure Principle" (12" Dub) – 6:58
2. "The Pleasure Principle" (7" Vocal) – 4:19

Britse en Europese 7"-single
- Side A:

1. "The Pleasure Principle" (The Shep Pettibone Mix) – 4:19

- Side B:

1. "The Pleasure Principle" (Dub Edit - The Shep Pettibone Mix) – 5:10

Britse 12"-maxi-single
- Side A:

1. "The Pleasure Principle" (Long Vocal Remix) – 7:28

- Side B:

1. "The Pleasure Principle" (Dub Edit) – 6:58
2. "The Pleasure Principle" (A Cappella) – 4:19

Britse cd-single en 12"-single – "The Pleasure Principle"/"Alright" – Danny Tenaglia/Todd Terry Mixes
1. "The Pleasure Principle" (Legendary Club Mix) – 8:16
2. "The Pleasure Principle" (NuFlava Vocal Dub) – 7:21
3. "The Pleasure Principle" (Banji Dub) – 7:10
4. "The Pleasure Principle" (D.T.'s Twilo Dub) – 9:04
5. "Alright" (Tee's Club Mix) – 6:22
6. "Alright" (Tee's Beats) – 3:25